# Maratón de Londres de 2023
La Maratón de Londres de 2023 fue una prueba deportiva que se celebró en la capital inglesa el 23 de abril de 2023. Fue la cuadragésima tercera edición de la Maratón de Londres, que se organizó por primera vez en 1981. Kelvin Kiptum ganó la prueba masculina; Sifan Hassan, la femenina; Marcel Hug, la masculina en silla de ruedas, y Madison de Rozario, la femenina en silla de ruedas.

## Resultados
Tan solo se muestran los diez primeros clasificados de cada modalidad.

### Masculina
| Posición          | Corredor          | Nacionalidad | Tiempo   |
| ----------------- | ----------------- | ------------ | -------- |
| Medalla de oro    | Kelvin Kiptum     | Kenia        | 02:01:25 |
| Medalla de plata  | Geoffrey Kamworor | Kenia        | 02:04:23 |
| Medalla de bronce | Tamirat Tola      | Etiopía      | 02:04:59 |
| 4                 | Leul Gebresilase  | Etiopía      | 02:05:45 |
| 5                 | Seifu Tura        | Etiopía      | 02:06:38 |
| 6                 | Emile Cairess     | Reino Unido  | 02:08:07 |
| 7                 | Brett Robinson    | Australia    | 02:10:19 |
| 8                 | Philip Sesemann   | Reino Unido  | 02:10:23 |
| 9                 | Mo Farah          | Reino Unido  | 02:10:28 |
| 10                | Chris Thompson    | Reino Unido  | 02:11:50 |

### Femenina
| Posición          | Corredora           | Nacionalidad   | Tiempo   |
| ----------------- | ------------------- | -------------- | -------- |
| Medalla de oro    | Sifan Hassan        | Países Bajos   | 02:18:33 |
| Medalla de plata  | Alemu Megertu       | Etiopía        | 02:18:37 |
| Medalla de bronce | Peres Jepchirchir   | Kenia          | 02:18:38 |
| 4                 | Sheila Chepkirui    | Kenia          | 02:18:51 |
| 5                 | Yalemzerf Yehualaw  | Etiopía        | 02:18:53 |
| 6                 | Judith Jeptum Korir | Kenia          | 02:20:41 |
| 7                 | Almaz Ayana         | Etiopía        | 02:20:44 |
| 8                 | Tadu Teshome        | Etiopía        | 02:21:31 |
| 9                 | Sofiia Yaremchuk    | Italia         | 02:24:02 |
| 10                | Susanna Sullivan    | Estados Unidos | 02:24:27 |

### Masculina en silla de ruedas
| Posición          | Corredor         | Nacionalidad   | Tiempo   |
| ----------------- | ---------------- | -------------- | -------- |
| Medalla de oro    | Marcel Hug       | Suiza          | 01:23:44 |
| Medalla de plata  | Jetze Plat       | Países Bajos   | 01:28:44 |
| Medalla de bronce | Tomoki Suzuki    | Japón          | 01:30:00 |
| 4                 | Daniel Romanchuk | Estados Unidos | 01:30:18 |
| 5                 | David Weir       | Reino Unido    | 01:32:45 |
| 6                 | Sho Watanabe     | Japón          | 01:35:03 |
| 7                 | Jake Lappin      | Australia      | 01:35:15 |
| 8                 | Michael McCabe   | Reino Unido    | 01:35:15 |
| 9                 | Evan Correll     | Estados Unidos | 01:35:15 |
| 10                | Ernst Van Dyk    | Sudáfrica      | 01:35:18 |

### Femenina en silla de ruedas
| Posición          | Corredora           | Nacionalidad   | Tiempo   |
| ----------------- | ------------------- | -------------- | -------- |
| Medalla de oro    | Madison de Rozario  | Australia      | 01:38:51 |
| Medalla de plata  | Manuela Schär       | Suiza          | 01:38:52 |
| Medalla de bronce | Catherine Debrunner | Suiza          | 01:38:54 |
| 4                 | Susannah Scaroni    | Estados Unidos | 01:38:57 |
| 5                 | Wakako Tsuchida     | Japón          | 01:47:40 |
| 6                 | Aline Rocha         | Brasil         | 01:47:41 |
| 7                 | Eden Rainbow-Cooper | Reino Unido    | 01:47:43 |
| 8                 | Jenna Fesemyer      | Estados Unidos | 01:47:43 |
| 9                 | Tsubasa Kina        | Japón          | 01:47:48 |
| 10                | Merle Menje         | Alemania       | 01:51:31 |